# مشكلة قوانيننا
مشكلة قوانيننا (بالألمانية: Zur Frage der Gesetze) قصة قصيرة ألمانية من تأليف الكاتب التشيكي فرانز كافكا، كتبها بداية في عام 1920، وظهرت القصة للمرة الأولى في عام 1931 بعد وفاة كافكا في مجموعة من قصصه تحت عنوان «سور الصين العظيم» (Beim Bau der Chinesischen Mauer) قام بتجميعها صديقه ماكس برود ونشرها في برلين. ظهرت الترجمة الإنجليزية الأولى في عام 1933 في لندن.

## القصة
القصة في الواقع هي عبارة عن سرد قصير. حيث يصف القوانين في المجتمع بأنها متوارثة منذ أزمنة غابرة، وأن إنشاء القوانين وسنها هو عمل كان دائماً مقتصر فقط على النخبة النبلاء وبالتالي فهي لا تكون أبداً في مصلحة عامة الشعب. في القصة ينظر كافكا إلى النبالة على أنها السلطة، فالنبلاء هم الذين يسنون القوانين وينفذونها، بينما يبقى ذلك بعيداً عن أولئك الذين تطبق القوانين عليهم. ومع ذلك فإن اتباع هذه القوانين يعطي شعوراً بالأمان ولكنه يبقى شعوراً مزيفاً. بعد ذلك يذكر كافكا أنه إذا حدث أن عارضت مجموعة هذه الفئة النبيلة وقوانينها فإنها ستحظى بدعم أطياف الشعب كاملة، ولكن يستحيل قيام مثل تلك المجموعة. وتنتهي القصة بالسؤال «أينبغي لنا أن نهدم القانون الوحيد الذي لا ثاني له؟».

## وصلات خارجية
- مشاكلنا مع القانون، قصة: فرانتس كافكا، ترجمة: صالح الرزوق، جريدة الوطن، 8 يوليو 2007.
- قصة لفرانز كافكا: مشكلـة قوانيننا، ترجمها رياض منصور، موقع «جسد الثقافة».

| - مشكلة قوانيننا، على ويكي مصدر الألمانية. - مشكلة قوانيننا، على كتب جوجل. - مشكلة قوانيننا، على جود ريدز. | - مشكلة قوانيننا، على الفهرس العالمي. - مشكلة قوانيننا، على AneBooks. |